# Erich Zieger (Forstwissenschaftler)
Erich Zieger (* 23. Juli 1902 in Kleinwaltersdorf; † 9. Juli 1960 in Tharandt) war ein deutscher Forstwirt und Forstwissenschaftler.

## Leben
Zieger studierte Forstwissenschaft an der Forstlichen Hochschule Tharandt und wurde Mitglied der Corps Hubertia (1923) und Hercynia (1932). Nach dem Examen und der Promotion leitete er von 1930 bis 1945 eine private Forstverwaltung. Nach dem Zweiten Weltkrieg war er wissenschaftlicher Mitarbeiter im Deutschen Lederinstitut. 1951 wurde er von der Tharandter Hochschule auf den Lehrstuhl für Forstnutzung berufen. Ab 1952 war er Direktor des Instituts für Forstschutz und leitete die Abteilung Forstnutzung im Institut für Forstwissenschaften der Akademie der Landwirtschaftswissenschaften der DDR. Hierbei entwickelte er den Ansatz der "Landschaftsdiagnose der DDR" zur Großraumdiagnose – einem Versuch durch Messstationen die Luftverunreinigung der DDR zu ermitteln – weiter. Nach seinem frühen Tod 1960 folgte ihm Hans-Günther Dässler nach, der allerdings über weniger Einfluss verfügte.